# Tilda Johanssonová
Tilda Johanssonová (* 14. července 1999 Örnsköldsvik) je bývalá švédská reprezentantka v biatlonu.
Ve světovém poháru debutovala v lednu 2021 v Anterselvě, kde ve vytrvalostním závodě dojela na 59. místě.
Ve své kariéře nezvítězila ve světovém poháru v žádném závodě. Jejím nejlepším umístěním je 20. místo ze stíhacího závodu z Anterselvy z ledna 2023.
Na nižším okruhu v IBU Cupu vyhrála jeden závod a celkové hodnocení poháru v sezóně 2022/2023.
V prosinci 2024 oznámila konec profesionální kariéry.

## Výsledky

### Mistrovství Evropy
| Sezóna  | Akce | Místo       | SP | SZ | IZ | SŠ | Věk    |
| ------- | ---- | ----------- | -- | -- | -- | -- | ------ |
| 2022/23 | ME   | Lenzerheide | 2. | 2. | 5. | 3. | 23 let |